# Anton Štrancar
Anton Štrancar, slovenski rimskokatoliški duhovnik, * 15. januar 1922, Planina, Kraljevina Italija, † 8. julij 2015.

## Življenje in delo
Ljudsko šolo je končal v rojstnem kraju. V letih 1935−1943 je obiskoval gimnazijo v goriškem malem semenišču in 1943 v Ljubljani maturiral. Nato se je vrnil v Gorico kjer je končal bogoslovje in bil 5. aprila 1947 posvečen v mašnika. Dve leti je bil župnik v Dolenjih Novakih, nato je odšel v Tolmin, kjer je služboval do 1986. Ob svojem odhodu je tolminski cerkvi podaril sliko Zadnje večerje, ki jo je napravil slikar Tomaž Perko. Po odhodu iz Tolmina je prevzel mesto župnika v Podnanosu.
Štrancar ima velike zasluge kot vzdrževalec in obnovitelj številnih podružničnih cerkva. V Podnanosu je obnovil vaške kapelice, na Nanosu pa cerkev sv. Hieronima, ki je bila med 2. svetovno vojno porušena.